# Marsilea azorica
Espèce
Statut de conservation UICN

 VU D2 : Vulnérable
Marsilea azorica est une espèce de fougères du genre Marsilea et de la famille des Marsileaceae, supposée endémique des Açores. Il a été démontré récemment qu'en réalité, les Marsilea présentent sur l'île de Terceira correspondent à Marsilea hirsuta, une espèce australienne, naturalisée dans plusieurs régions du monde, dont la Floride et dont les spores ont certainement été amenées par les soldats américains.